# Pecos Bill

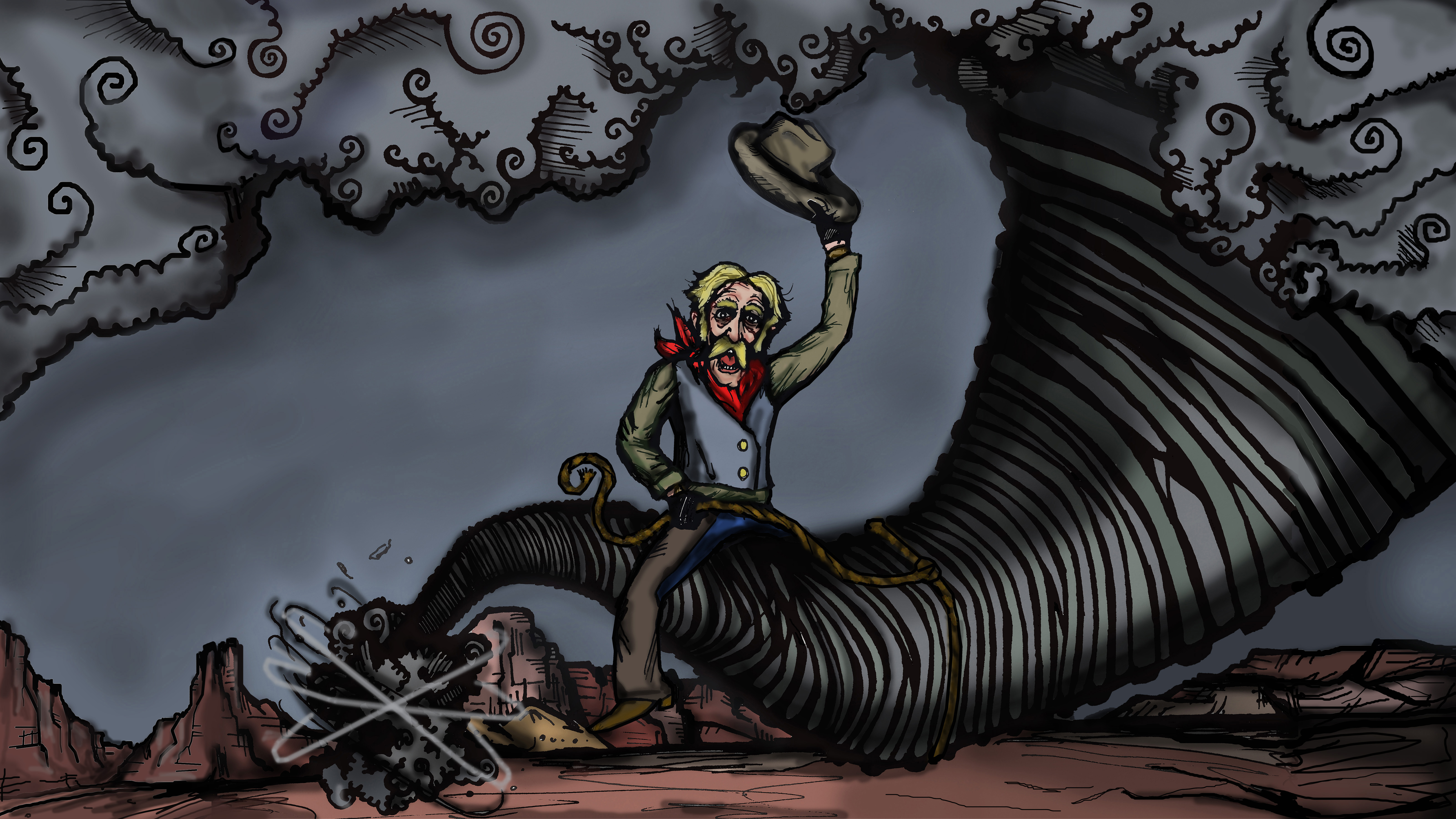
Em uma de suas aventuras, Pecos Bill conseguiu laçar um tornado.

Pecos Bill é um cowboy fictício em histórias ambientadas durante a expansão americana para o sudoeste do Texas, Novo México, Sul da Califórnia e Arizona. Essas narrativas provavelmente foram inventadas como contos em um livro de Edward S. O'Reilly no início do século XX. Pecos Bill foi uma adição tardia à ideia de "grande homem" de personagens, como Paul Bunyan ou John Henry.
As histórias sobre Pecos Bill o mostram como exemplo de coragem, humor, força e habilidade, como a que conta que ele montou e domou um ciclone. Também foi usado como explicação de fenômenos naturais como o uivo dos coiotes para a Lua. Ele teria sido criado por uma coiote fêmea. Seu cavalo é o Widowmaker, e sua namorada era Slue-Foot Sue. Para impressionar sua amada, Pecos Bill atirou em todas as estrelas do céu, menos uma que ficou conhecida como Lone Star, a estrela solitária. 
As primeiras histórias conhecidas foram publicadas em 1917 por Edward O'Reilly para The Century Magazine e reunidas e reimpressas em 1923 no livro Saga of Pecos Bill (1923). O'Reilly alegou que eles faziam parte de uma tradição oral de contos contada por cowboys durante a expansão para o oeste e assentamento do sudoeste, incluindo Texas, Novo México e Arizona. Mas o folclorista americano Richard M. Dorson descobriu que O'Reilly inventou as histórias como "folclore" e que escritores posteriores ou emprestaram contos de O'Reilly ou acrescentaram mais aventuras de sua própria invenção ao ciclo.

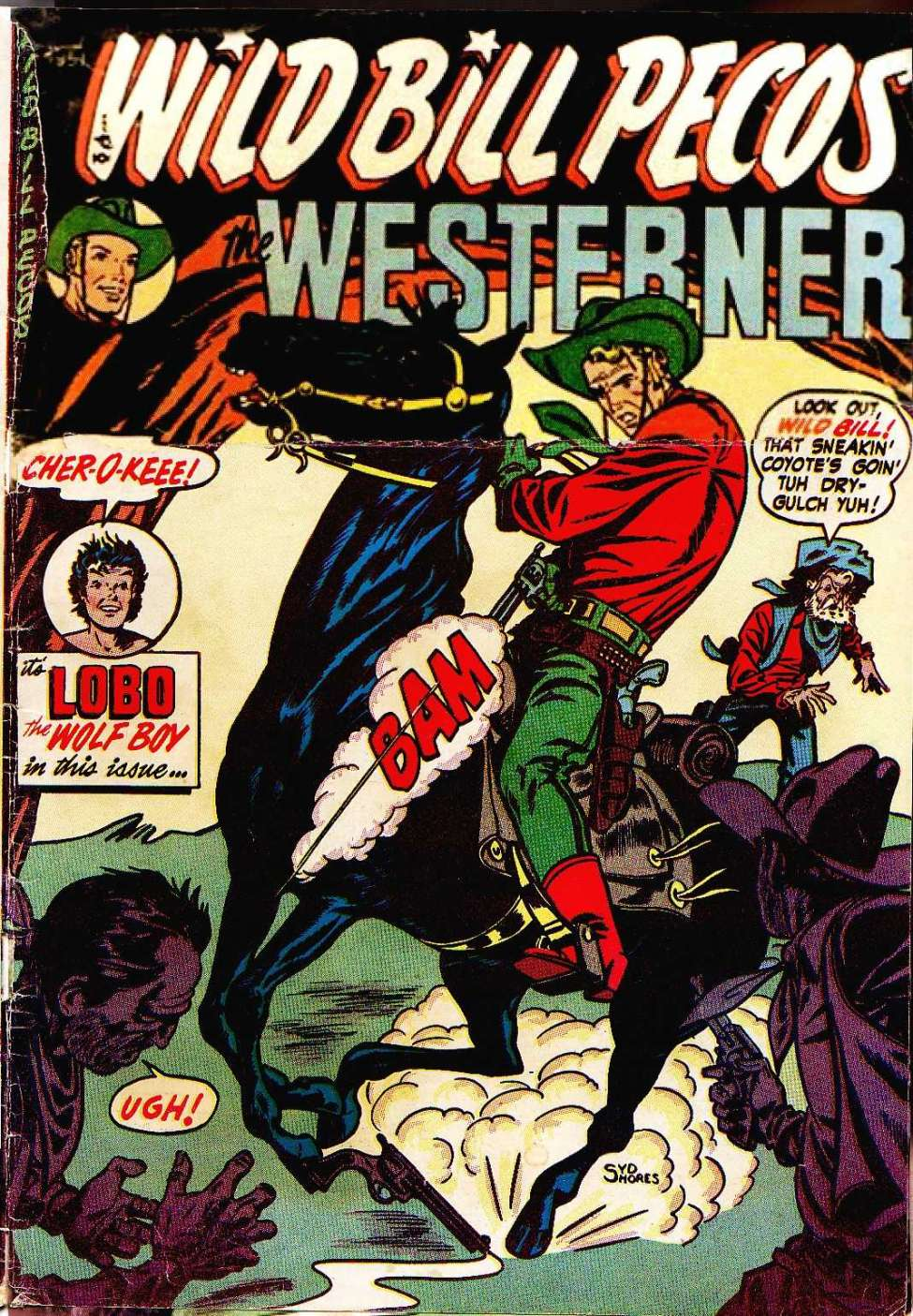
Wild Bill Pecos na capa de The Westerner #39 (agosto de 1951), arte de Syd Shores

## Cinema
Em Melody Time de 1948, a obra foi adaptada para o cinema por Walt Disney. O segmento do filme chamado Pecos Bill começa com Roy Rogers e seus amigos cantando "Blue Shadows on the Trail". Depois duas crianças perguntam ao mocinho porque os coiotes uivam para a Lua. Em resposta, Roy Rogers fala e canta sobre Pecos Bill e seus companheiros.
Em 1995, no filme da Disney Tall Tale, Pecos Bill foi interpretado por Patrick Swayze. Nesta ocasião, ele era apaixonado por Jane Calamidade. 

## Histórias em quadrinhos
Edward "Tex" O'Reilly foi co-autor de uma tira de jornal com o cartunista Jack A. Warren, também conhecido como Alonzo Vincent Warren, entre 1929 e 1938. Quando O'Reilly morreu em 1938, Warren começou uma nova tira intitulada Pecos Pete. A tira foi publicada originalmente publicado no The Sun e foi posteriormente sindicalizada. 
Em 1948, a editora Patches Publications lançou a revista em quadrinhos The Westerner Comics, tendo como personagem principal, Wild Bill Pecos, a revista foi publicada até 1951.  Em 1949, na Itália, surge pela Mondadori, uma série estrelada por Pecos Bill de Guido Martina (roteiros) e Raffaele Paparella (desenhos).